# Вайсбад
Вайсбад (нем. Weissbad) — населённый пункт в Швейцарии, в кантоне Аппенцелль-Иннерроден. Находится на высоте 816 м. Входит в состав округа Швенде-Рюте.
Через Вайсбах протекает ручей Швендибах, в который сначала впадает Брюльбах, а затем Виссбах, после слияния с которым река называется Зиттер.
До 2022 года Вайсбад был разделён между округами Швенде (западнее Брюльбаха) и Рюте (восточнее Брюльбаха). 1 мая 2022 года округа были объединены в Швенде-Рюте.